# ألياكساي خادكيفيتش
ألياكساي خادكيفيتش مواليد 14 يناير 1994 في روسيا البيضاء، هو لاعب كرة يد بيلاروسي يلعب كظهير أيسر. يلعب حاليا مع فريق مينسك. مثل منتخب بيلاروسيا لكرة اليد.شارك مع المنتخب في بطولة أوروبا لكرة اليد للرجال 2016.